# Station St Budeaux Victoria Road
St Budeaux Victoria Road is een spoorwegstation van National Rail in St Budeaux, Plymouth in Engeland. Het station is eigendom van Network Rail en wordt beheerd door Great Western Railway. Het station is geopend in 1890.